# Puyuhuapi
Puyuhuapi är en ort i Chile.   Den ligger i provinsen Provincia de Aisén och regionen Región de Aisén, i den södra delen av landet, 1 200 km söder om huvudstaden Santiago de Chile. Puyuhuapi ligger 10 meter över havet och antalet invånare är 500. Samhället ligger utmed riksvägen Carretera Austral.
Terrängen runt Puyuhuapi är bergig österut, men västerut är den kuperad. Puyuhuapi ligger nere i en dal. Trakten runt Puyuhuapi är nära nog obefolkad, med mindre än två invånare per kvadratkilometer.. Det finns inga andra samhällen i närheten.
I omgivningarna runt Puyuhuapi växer i huvudsak blandskog.